# Deltavinge

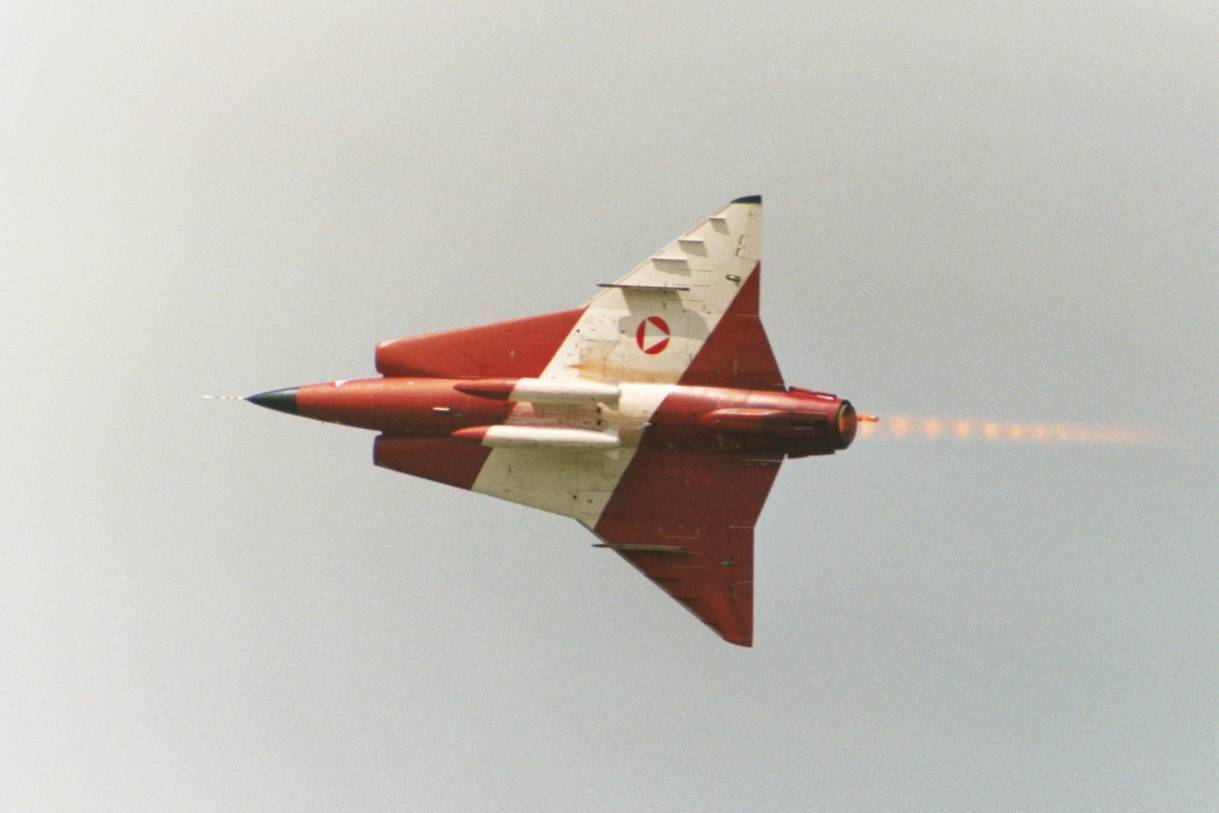
Saab 35 Draken

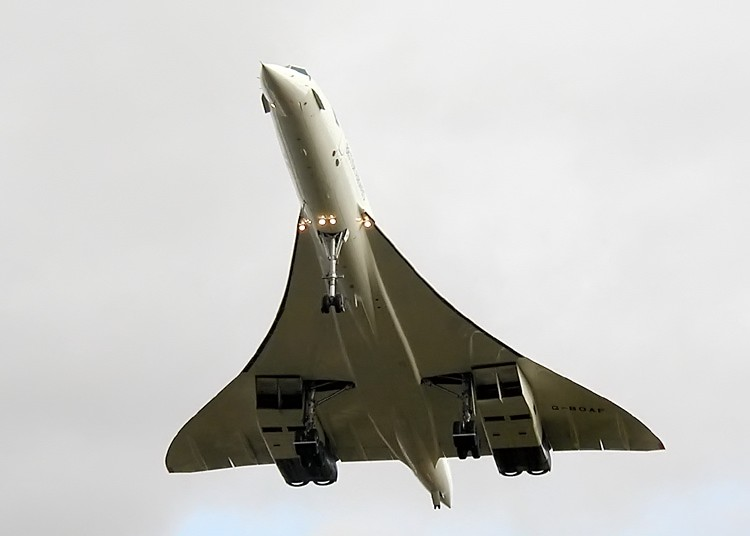
Concorde

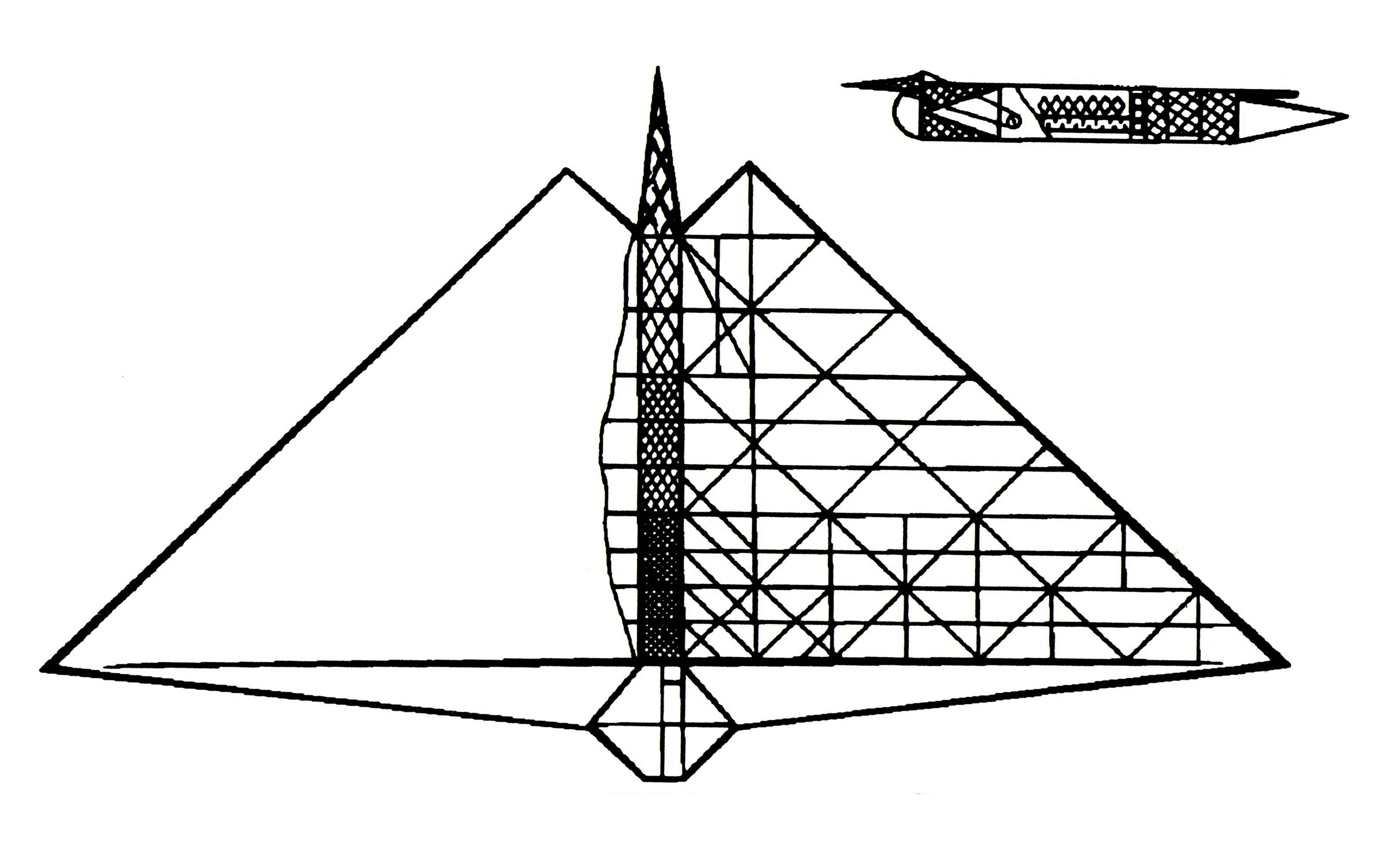
Nikolai Teleshov, Delta 1867

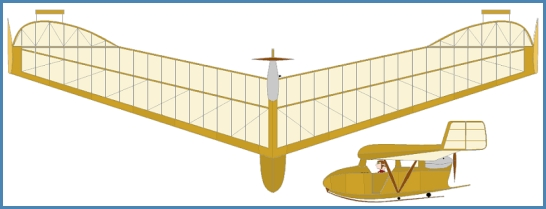
Lippisch RRG Storch V 1929

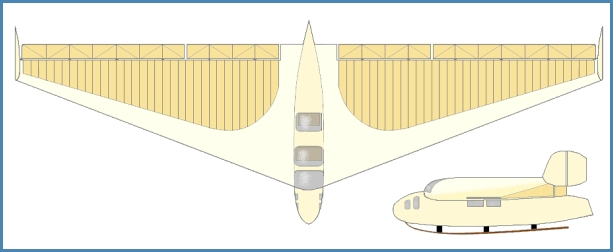
Delta 1 som glidflyg 1930

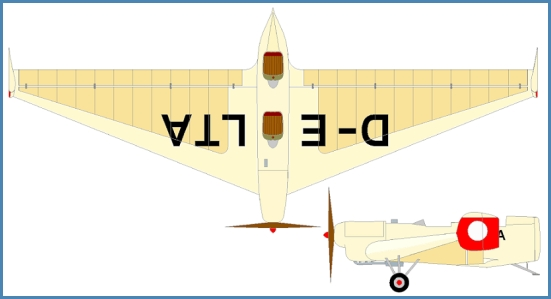
Delta 3

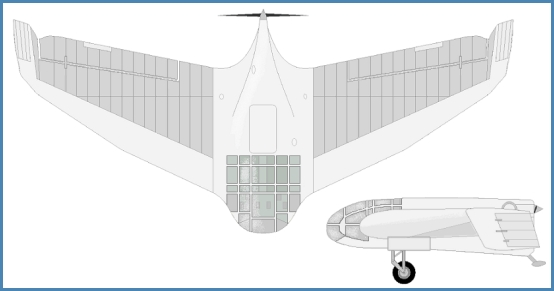
DFS40 Delta V 1937

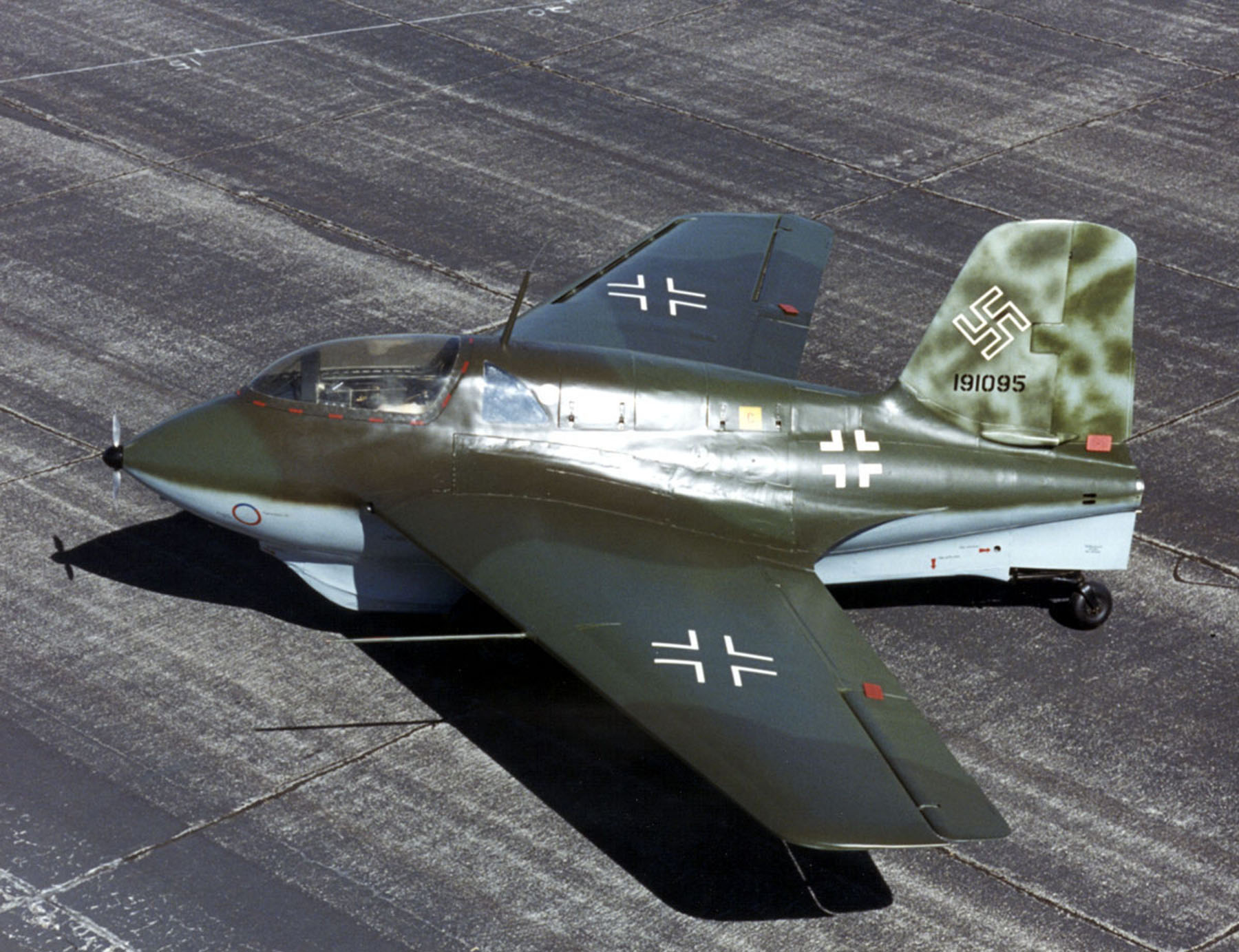
Lippisch Messerschmitt Me 163 B, 1943/44

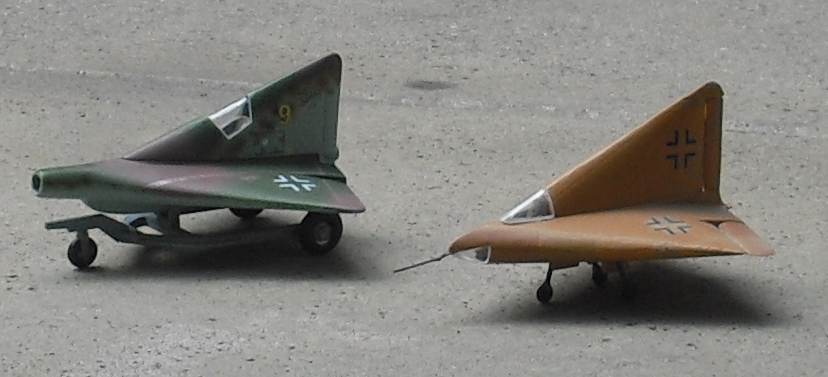
Lippisch P.13a och glidtestare DM-1, 1944/45

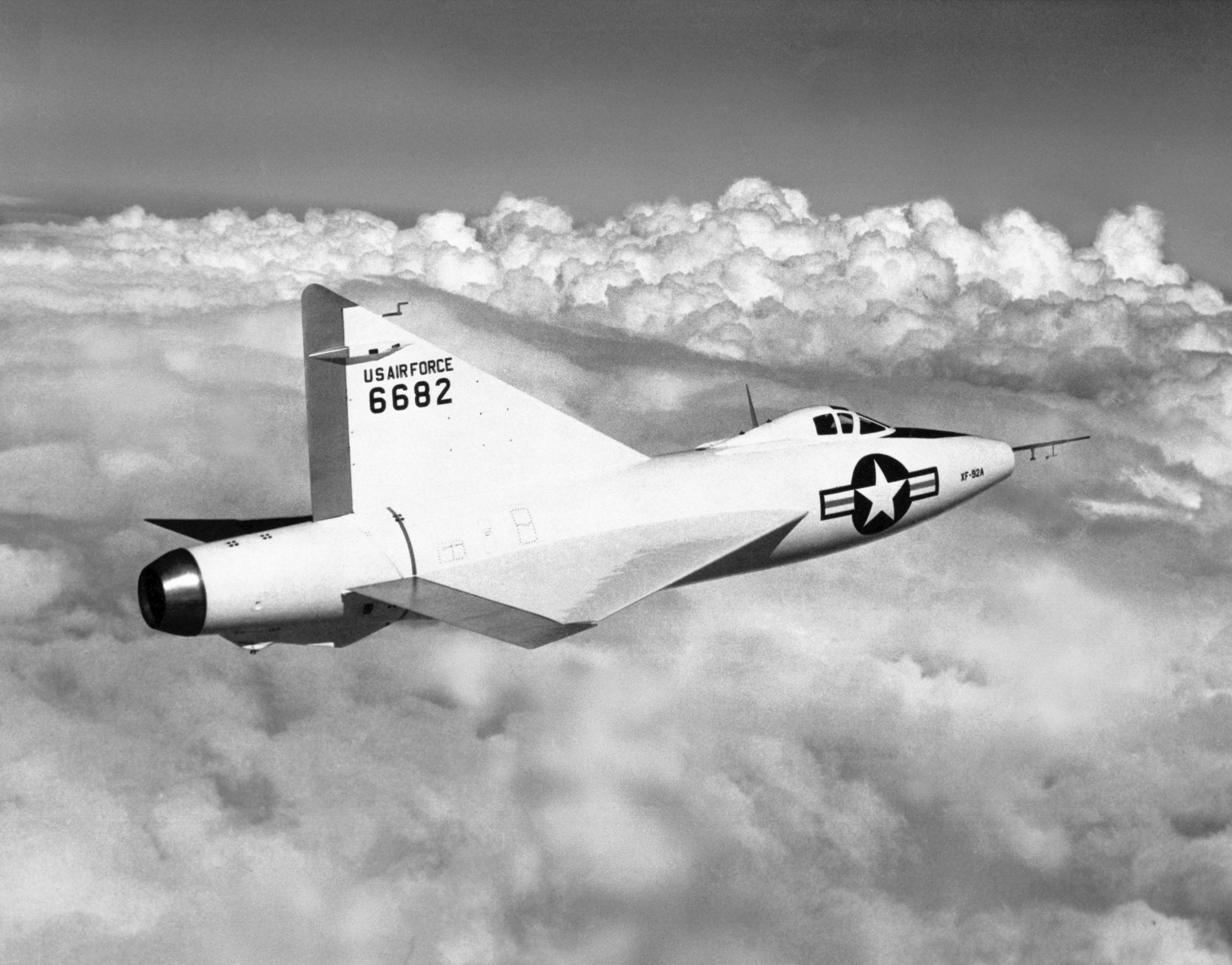
Lippisch Convair XF-92 A 1953

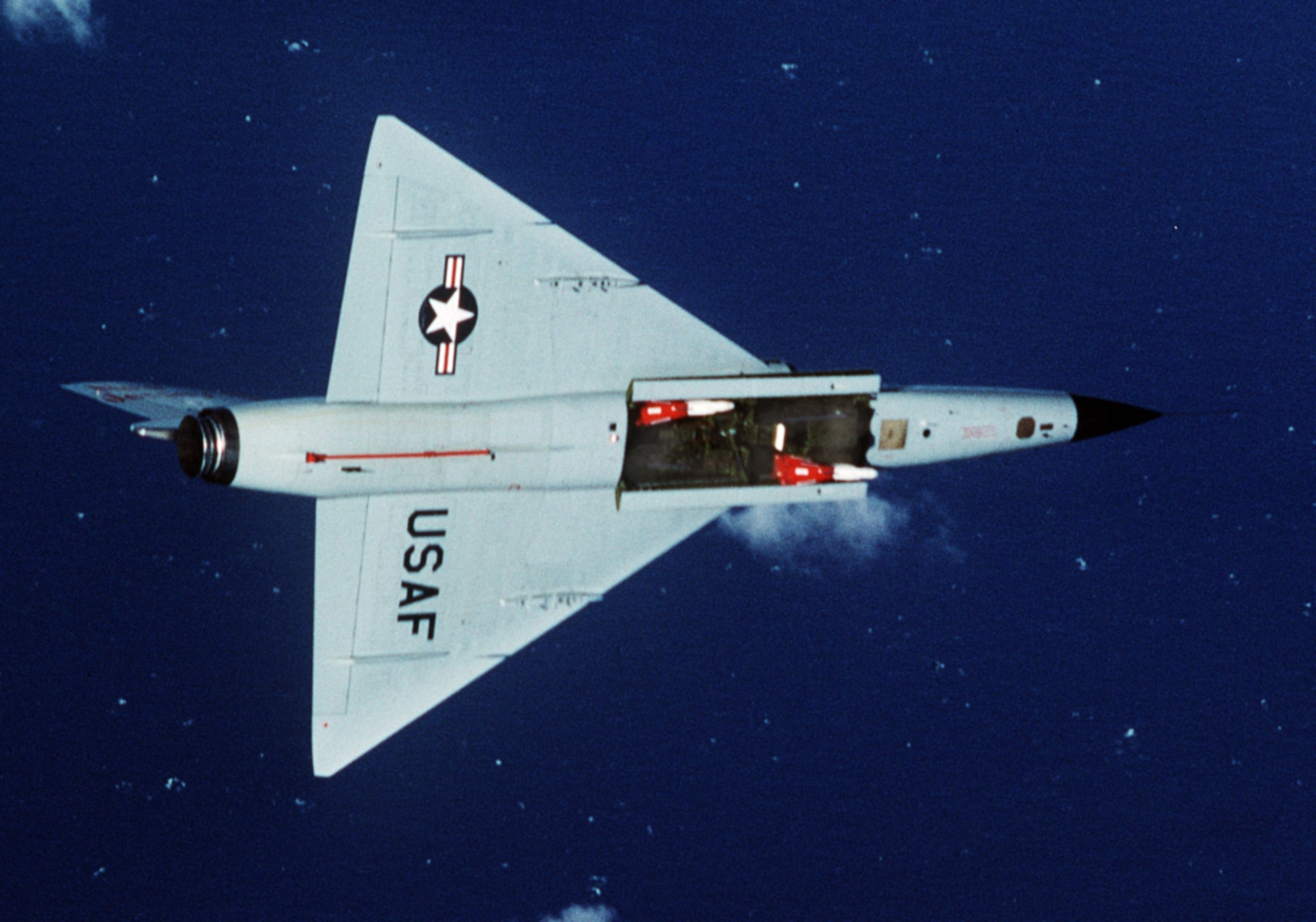
En Convair F-106A Delta Dart visar den interna vapenlasten bestående av två AIM-4 Falcon. Den främre av den är nedlyft i avfyringsläge.

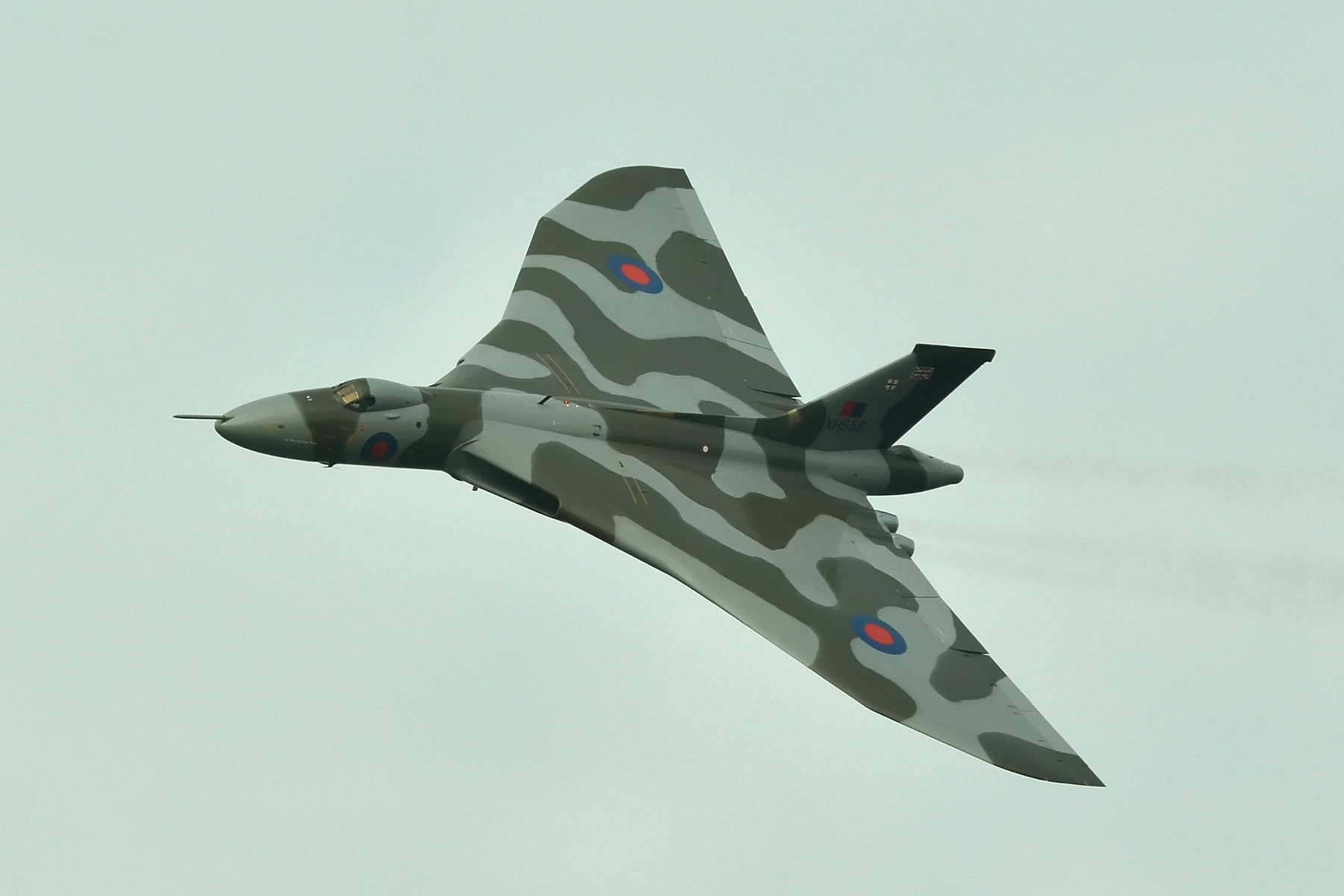
Avro Vulcan kärnvapenbombflyg

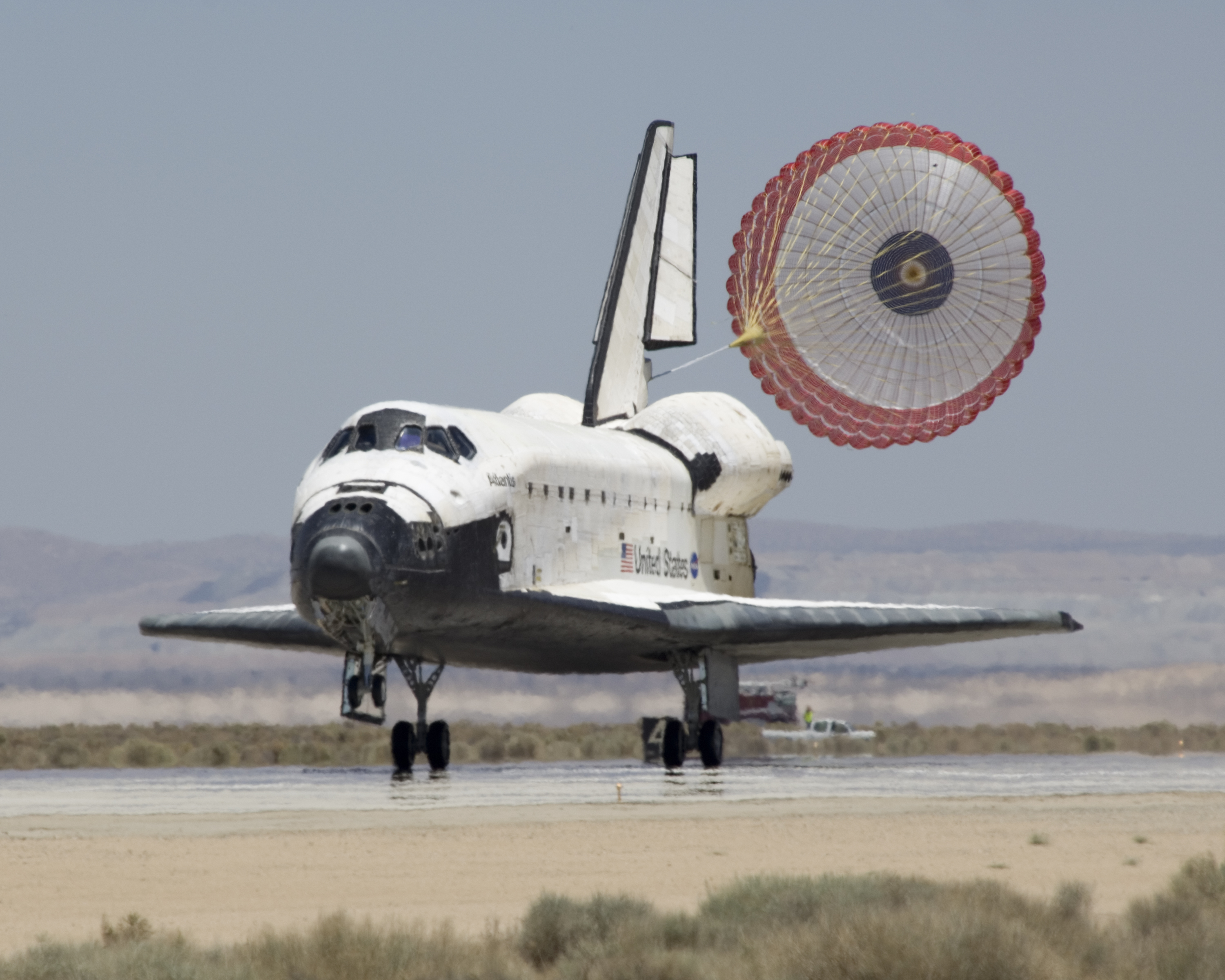
Space Shuttle i atmosfärsglidflykt har tagit mark och bromsfallskärmen fällts ut

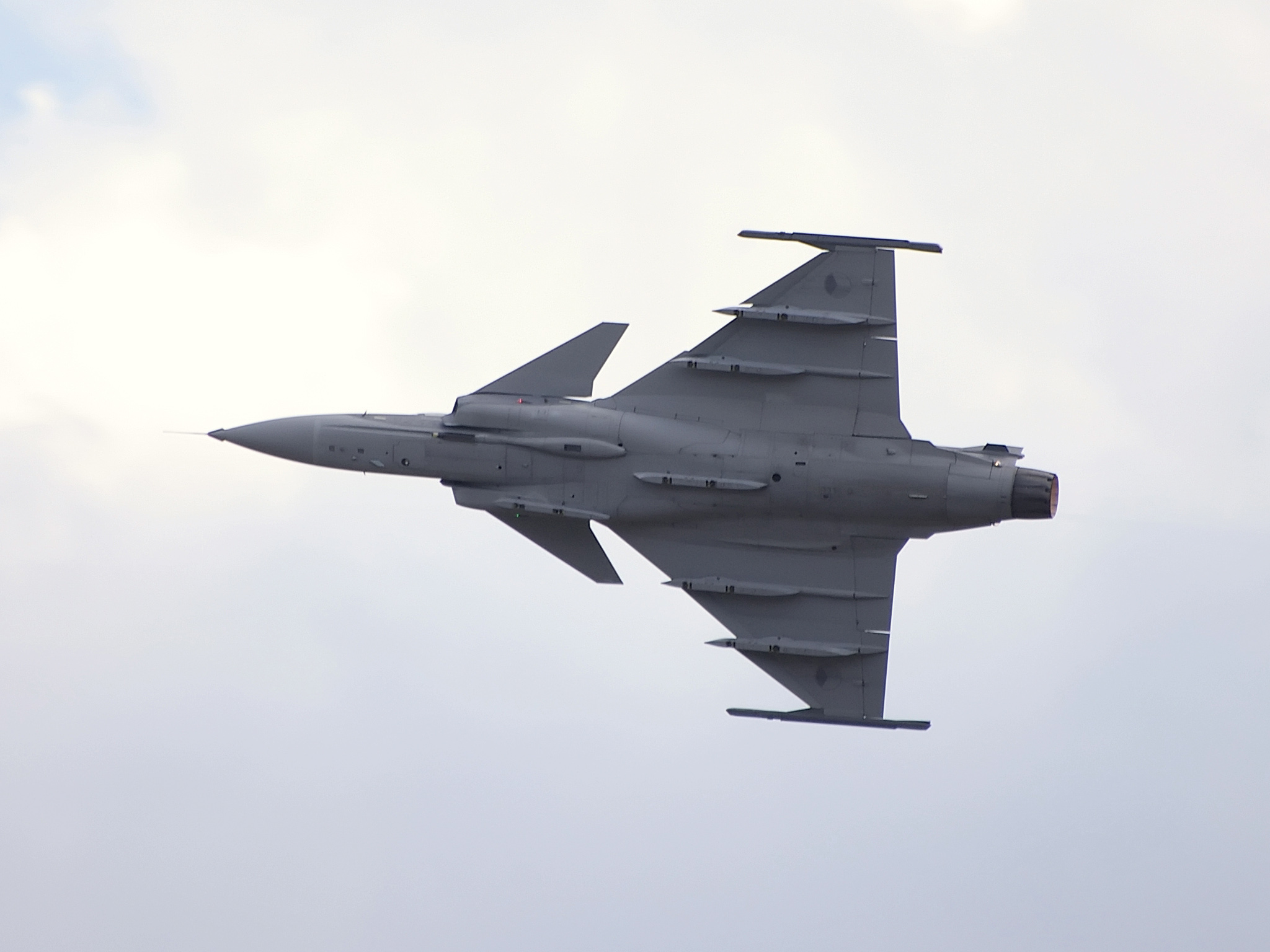
JAS-39 Gripen

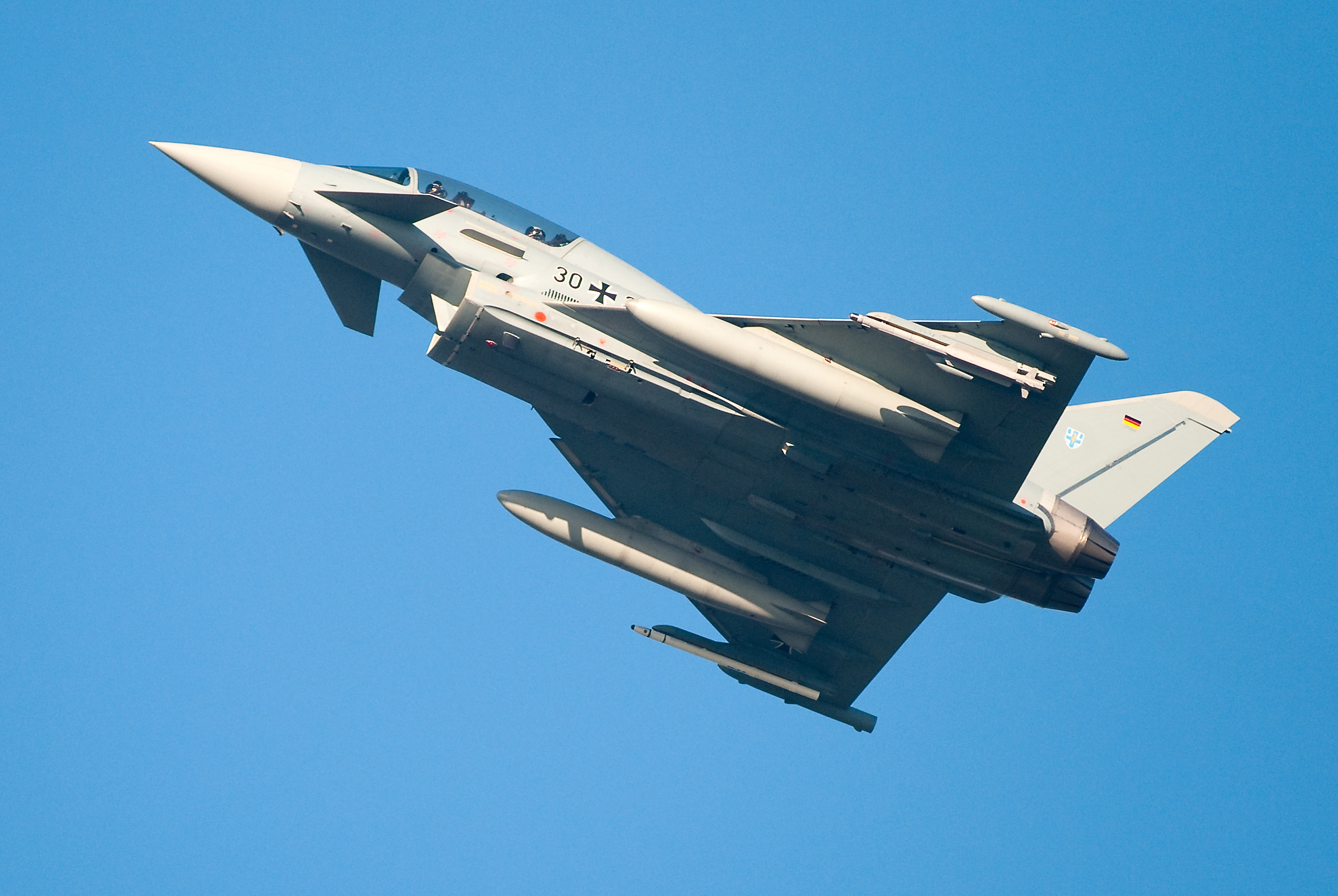
Eurofighter Typhoon

Deltavinge är en vinge formad i form av en triangel och påminner om den grekiska bokstaven delta ("Δ"). Denna typ av vinge har bland annat använts till flygplan som Saab 35 Draken.
Deltavingen har två utmärkande användningsområden:
- Överljuds-deltavinge-jaktflygplan, som utvecklades för att på 1950 till 70-talen angripa strategiska kärnvapen-bombflyg såsom Tupolev Tu-16, ultrasnabba spaningsflygplan. Tekniken har även använts i överljudspassagerarflyg såsom Concorde.
- Ultralätta små långsamma hängglidare.

## Historia
Alexander Lippisch en tysk flygingenjör anses vara Deltavingens fader, den som fick alla former av deltavinge-koncept att fungera.
Han arbetade med deltavingens utveckling i 50 år med början på 20-talet i Tyskland för att efter andra världskriget fortsätta i USA.

### Glidflyg – förhistoria
Innan bröderna Wrights flyg var det otaliga försök med oftast misslyckade glidflygplan och många med deltavingade lösningar. 
- En riktig lyftkraftig vinge i deltaform visade sig inte förrän 1867, då den patenterades av J.W. Butler och E. Edwards i en design för ett dartformat raketdrivet flygplan. Detta följdes av andra förslag, såsom en biplanversion av Butler och Edwards, och en jetdriven version 1867 av ryssen Nikolai Teleshov.[1]
- 1909 patenterade J. W. Dunne en brittisk pionjär sitt smala stabila flygplan med konisk vingform. Patentet inkluderade ett bikoniskt delta av något bredare form, varvid varje sida bukade uppåt bakåt på ett sätt som är karakteristiskt för den moderna rogallovingen.[2]
- 1910 patenterade U.G. Lee och W.A. Darrah ett liknande bikoniskt deltavingat flygplan i Amerika men med en uttryckligt styv vinge. Det införlivade också ett förslag till ett flygkontrollsystem och gällde både glidflyg och motorflygning.[3][4]

Inget av dessa tidiga exempel var känt för att ha framgångsrikt flugit, även om 1904 Lavezzanis hängglidare med oberoende vänster och höger triangulära vingar hade lämnat marken, och Dunnes andra stjärtlösa glidflyg-konstruktioner baserat på samma princip skulle kunna flyga.

### Glidflyg – Lippisch
Lippisch arbetade med att utveckla segelflygplan och i synnerhet med deltavingar vilket är grunden för hängglidare som vi känner dem idag.
Han arbetade först hos Zeppelin 1921 och sedan på Rhön-Rossitten Gesellschaft som ombildades 1933 till Deutsche Forschungsanstalt für Segelflug (DFS, Tyska institutet för segelflygning).
Den första praktiska deltavingen skapades av Alexander Lippisch i Tyskland efter första världskriget, med en tjock fästvinge utan svans. Hans tidiga design, för vilka han betecknade namnet "Delta", använde en mycket mild vinkel så att vingen verkade nästan rak och vingspetsarna var skurna.
Han arbetade under dessa år även med ultralätta motorflyg-konstruktioner såsom RRG Storch V 1929 samt flygande vingar såsom DFS 39 och DFS 40.
Hans första deltavingade flygplan flög 1931, var följt av fyra successivt förbättrade versioner. Ingen av dessa prototyper var lätta att hantera i låg hastighet och ingen såg större användning.

### Messerschmitt Me 163 – höghastighetsdelta-raketflyg
Våren 1939 flyttade Reichsluftfahrtsministerium Lippisch och hans medarbetare till Messerschmitts konstruktionsavdelning i Augsburg för att arbeta fram ett raketdrivet jaktflygplan Messerschmitt Me 163 som producerades i slutet av andra världskriget men fick ingen avgörande betydelse.
Man hade i vindtunnel-tester funnit att deltavingar var mycket stabila och effektiva i överljudshastighet och genom att de saknade stjärtvingar så var det mindre luftmotstånd och bättre prestanda.

### Lippisch P.13a – små höghastighetsdelta-jetflyg
Då Lippisch 1944 var oenig med Willy Messerschmitt om behovet av stjärtvingar och fokusen på deltavingar satte Lippisch upp ett eget konstruktionskontor på Luftfahrtforschungsanstalt Wien (LFW) i Wiener Neustadt där Lippisch P.13a utvecklades och finansierades genom Volksjägerprogrammet. Detta för att skapa billiga snabba flyg att på hög höjd och hög hastighet angripa de allierades bombflyg såsom Boeing B-17 Flying Fortress över Nazityskland i slutet av andra världskriget.
I slutet av kriget var Lippisch P.13a och till och med prototypen Lippisch DM-1 glidflygplan inte färdig när de konfiskerades av de amerikanska styrkorna. Men amerikanerna beordrade Lippischs team att slutföra glidflygplanet, och det skickades sedan till USA där det testades. Enligt National Advisory Committee for Aeronautics var resultaten positiva och lärdomar införlivades i USA:s forskningsflygplan på 1950-talet och framåt.

### Kärnvapenhot och bättre jetmotorer – stora höghastighetsdelta-jetflyg
Kärnvapenhotet (se Försvarsbeslutet 1958) och bättre jetmotorer på 50-talet var det som var deltavingens stora genombrott eftersom den har väldigt bra flygegenskaper i överljudshastighet, särskilt god stabilitet i två tre gånger ljudets hastighet. Meningen var att kunna angripa strategiska kärnvapen-bombflyg innan de hann att släppa sina kärnvapen. 
Ekonomi och materialteknik för värme av friktionen mot atmosfären satte gränsen för hastigheten. 
Läget gjorde att det fanns god finansiering och väl motiverade kunder för mycket snabba överljuds-deltavinge-jaktflygplan såsom  som svenska Saab 35 Draken, franska Dassault Mirage III, Convair F-102 Delta Dagger i USA och ultrasnabba spaningsplan som Lockheed SR-71 Blackbird. Vi talar om flyg som går i 2–3 gånger ljudets hastighet, (mach). Även bombplan med deltavinge utvecklades såsom Avro Vulcan.
Alexander Lippisch hade flyttat till USA efter andra världskriget och arbetade för Convair. Matematikern Hermann Behrbohm som gjort beräkningsmodellerna för Lippisch på Messerschmitt Me 163 och Lippisch P.13a började på Saab 1951 med arbetet på Saab 35 Draken efter ha arbetat sedan krigsslutet för franska BEE.

### Interkontinentala ballistiska robotar och antiballistiska robotar
Från slutet av 60-talet ersattes flyget av interkontinentala ballistiska robotarar och antiballistiska robotar för att angripa dem. Men genom ABM-avtalet om begräsningar av antiballistiska robotar så kvarstod behoven att behålla många av de snabbaste överljuds-deltavinge-jaktflygplanen. Där de äldre dock är dyra i drift och därför numera tagits ur drift efter kalla krigets slut.

### Space Shuttle - extremt överljuds-glidflygplan
För rymdstyrelsen NASA i USA och dess rymdprogram skapades den återanvändbara Space Shuttle som var designad för återinträde i atmosfären i extrem överljudsfart. 
Problemet vid farter över Mach 3 är att värmen blir så hög att man måste ha specialmaterial för att farkosten inte skall brinna upp. Space Shuttle hade keramiska beläggningar på undersidan för att klara hettan. 
Den andra faktorn var att åstadkomma farkostens stabila flykt genom luften, där deltavingen är enastående i den typen av extrema överljudshastigheter.

### Instabila deltajaktflygplan
De senaste generationerna av deltavinge-jaktflygplan är fokuserade på vara maximalt manövrerbara i luften snarare än hög hastighet och är därför instabila och rejält annorlunda i sin konstruktion.
Men trots det, är flera av denna generationens jaktflygplan deltavingade såsom Saab 39 Gripen och Eurofighter Typhoon.